# Acontius humiliceps
Acontius humiliceps är en spindelart som först beskrevs av Simon 1907.  Acontius humiliceps ingår i släktet Acontius och familjen Cyrtaucheniidae.
Artens utbredningsområde är Bioko. Inga underarter finns listade i Catalogue of Life.